# Хангу
Хангу (рум. Hangu) — село у повіті Нямц в Румунії. Адміністративний центр комуни Хангу.
Село розташоване на відстані 292 км на північ від Бухареста, 29 км на північний захід від П'ятра-Нямца, 117 км на захід від Ясс.

## Населення
За даними перепису населення 2002 року у селі проживали 1876 осіб, з них 1874 особи (99,9%) румунів. Рідною мовою 1874 особи (99,9%) назвали румунську.